# Бизертен (футбольный клуб)
«Бизертен» (фр. Club Athlétique Bizertin; араб. النادي الرياضي البنزرتي‎) — тунисский футбольный клуб из Бизерты. Выступает в Лиге 1 Туниса. Основан 20 июня 1928 года. Домашние матчи проводит на стадионе «15 октября», вмещающем 15 000 зрителей.

## История
«Бизертен» не относится к числу ведущих клубов Туниса, однако, вписал своё имя в историю континентального футбола как первый тунисский клуб, которому удалось выиграть международный трофей. Это событие произошло в 1988 году, когда «Северные Акулы» победили в Кубке Кубков КАФ — в финале по итогам двух матчей был повержен нигерийский клуб «Рэнчерс Бис» со счётом 1:0. Помимо этого, «Бизертен» дважды выигрывал Кубок Туниса и один раз становился сильнейшей командой страны. Последний на данный момент успех клуба датируется 2004 годом, когда был выигран Кубок лиги Туниса.

## Достижения

### Местные
- Чемпион Туниса — 1 (1983/84)
- Обладатель Кубка Туниса — 3 (1982, 1987, 2013)
- Обладатель Кубка лиги Туниса — 1 (2003/04)
- Обладатель Суперкубка Туниса — 1 (1984)

### Международные
- Кубок обладателей Кубков КАФ (1)
  - Победитель: 1988